# Remigia annetta
Remigia annetta är en fjärilsart som beskrevs av Butler 1878. Remigia annetta ingår i släktet Remigia och familjen nattflyn. Inga underarter finns listade.